# Sant Joan d'Acre
Sant Joan d'Acre, o també Acco o Ptolemaida des de l'edat antiga fins a l'edat mitjana, fou el nom donat pels cristians a la ciutat que més tard es convertiria en Acre.

## Història

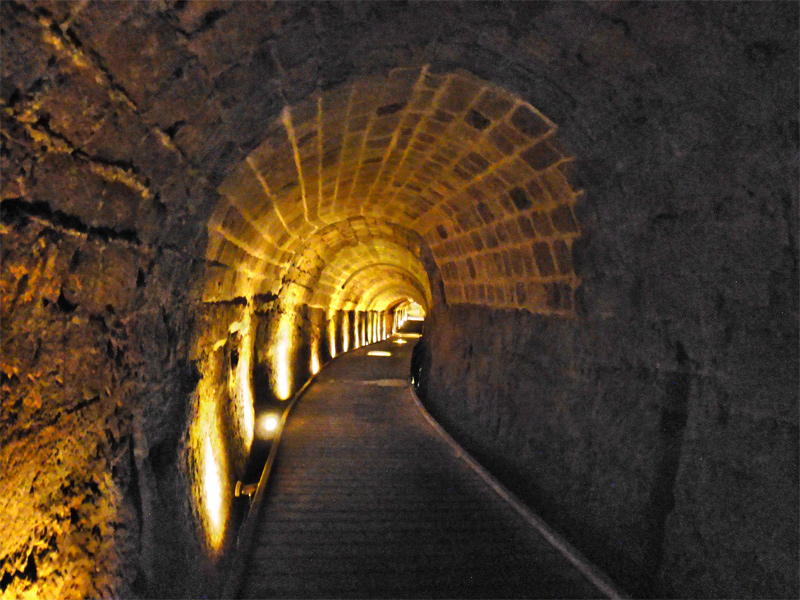
Túnel dels templers.

La ciutat d'Acco va ser conquerida per Ptolemeu II, sobirà d'Egipte, que la va batejar com Ptolemaida, nom que conservarà fins a la conquesta llatina. Va ser presa pels croats el 1104. Es va convertir en el principal port del regne de Jerusalem, pel qual transitaven totes les mercaderies, en la seva majoria genoveses. L'orde de Sant Joan de Jerusalem li va donar el nom de Sant Joan d'Acre. Va ser ocupada per Saladí i presa de nou per Ricard I d'Anglaterra el 1191. La reconquesta de la ciutat el 1291 per part del sultà Al-Ashraf Jalil va posar fi a la presència dels europeus a Terra Santa.